# Kenetsu Satō
Kenetsu Satō (佐藤 健悦, Satō Kenetsu) est un mangaka japonais.

## Œuvres
- Mai-HiME
- Mai-OtomeHiME
- Seikon no Qwaser
- VITA Sex alice
- 大日本サムライガール (Dai Nihon samuraigāru?)

## Maîtres
- Kenji Yamamoto (山本賢治?)
- Seiji Matsuyama (松山せいじ?)